# Rumex obovatus
Rumex obovatus là một loài thực vật có hoa trong họ Rau răm. Loài này được Danser miêu tả khoa học đầu tiên năm 1921.